# Elliðaey
Elliðaey (o Ellirey) és una illa que es troba en la part més nord-oriental de Vestmannaeyjar (Illes Westman), un arxipèlag que consta de 15 a 18 illes (i altres roques més petites) al sud d'Islàndia. Contràriament al que afirma una llegenda urbana recent, no pertany a la cantant islandesa Björk (al 2000, hi va haver un debat en el Parlament Islandès de donar de franc a la cantant una illa anomenada Elliðaey a Breiðafjörður), sinó que pertany a l'Associació de Caça d'Elliðaey. L'illa té una extensió de 110 acres i és la tercera illa més gran de l'arxipèlag en extensió. A l'illa no hi ha gaire flora i fauna excepte dels frarets, que hi abunden. L'únic edifici és un allotjament de l'Associació de Caça d'Elliðaey. La població permanent a l'illa és de zero habitants.